# 정종 적개공신 교서 및 관련 고문서
정종 적개공신 교서 및 관련 고문서(鄭種 敵愾功臣 敎書 및 關聯 古文書)는 경상북도 고령군 대가야박물관에 있는 조선시대의 기록물이다. 2014년 9월 2일 국가지정문화재(보물) 지정예고 절차를 거쳐, 2014년 10월 20일 대한민국의 보물 1835호로 지정되었다.

## 개요

### 정종 적개공신교서
《정종 적개공신 교서》(鄭種 敵愾功臣 敎書)는 1467년에 발급된 매우 이른 시기의 문서로서 공신의 녹훈 사실에 대한 상세한 내용을 파악할 수 있는 중요한 사료적 가치를 지니고 있다. 이 교서는 1467년(세조 13) 5월에 함길도 길주에서 반란을 일으킨 이시애(李施愛)의 난을 평정한 공로로 1467년(세조 13) 11월에 정종(鄭種)에게 내린 것이다. 적개공신은 이시애의 난을 진압한 신하들을 공로에 따라 3등으로 나누어 모두 45명을 녹훈하였는데, 1등은 이준(李浚) 등 10명, 2등은 김국광(金國光) 등 23명, 3등은 이준(李溥) 등 12명이다. 정종은 3등 공신에 책록되었다.

### 정종 무과홍패
《정종 무과홍패》(鄭種 武科紅牌)는 1442년 발급된 이른 시기의 교지로서 무과 급제 교지 가운데 발급 시기가 앞서는 귀중한 자료로 보인다. 특히 조선시대 고신(告身)의 서식이 왕지(王旨)에서 교지(敎旨)로 바뀌는 시기에 발급된 교지라는 점에서 가치가 있다.

## 지정 사유
따라서 정종 종손가에서 소장하고 있는 두 건의 유물은 중요한 고문서 자료(古文書 資料)라는 점에서 일괄 국가문화재(보물)로 지정 관리하는 것이 옳다고 판단된다.

## 같이 보기
- 정종
- 적개공신
- 교서
- 홍패

## 참고 자료
- 정종 적개공신 교서 및 관련 고문서 - 국가유산청 국가유산포털